# Vytautas Jonutis
Vytautas Jonutis (* 14. April 1953 in Kadaičiai, Rajon Plungė) ist ein litauischer Politiker.

## Leben
1976 absolvierte er das Diplomstudium des Bauingenieurwesens am Vilniaus inžinerinis statybos institutas. 
Von 1999 bis 2000 war er Kommerzidirektor bei AB „Sidona“ und von 2000 bis 2003 Bürgermeister der Rajongemeinde Plungė. Seit 2003 arbeitet er bei AB „Sidona“ als Technikdirektor.
Ab 1995 war er Mitglied der Lietuvos liberalų sąjunga, ab 2003 der Liberalų ir centro sąjunga und ab 2006 der Lietuvos Respublikos liberalų sąjūdis.
Er ist verheiratet. Mit Frau Alina hat er die Kinder Vaidotas und Gintautas.

## Quelle
- 2008 m. Lietuvos Respublikos Seimo rinkimai - Lietuvos Respublikos liberalų sąjūdis - Iškelti kandidatai (Memento vom 17. Mai 2013 im Internet Archive)

| Personendaten    | Personendaten           |
| ---------------- | ----------------------- |
| NAME             | Jonutis, Vytautas       |
| KURZBESCHREIBUNG | litauischer Politiker   |
| GEBURTSDATUM     | 14. April 1953          |
| GEBURTSORT       | Kadaičiai, Rajon Plungė |